# Sundance Film Festival 2020

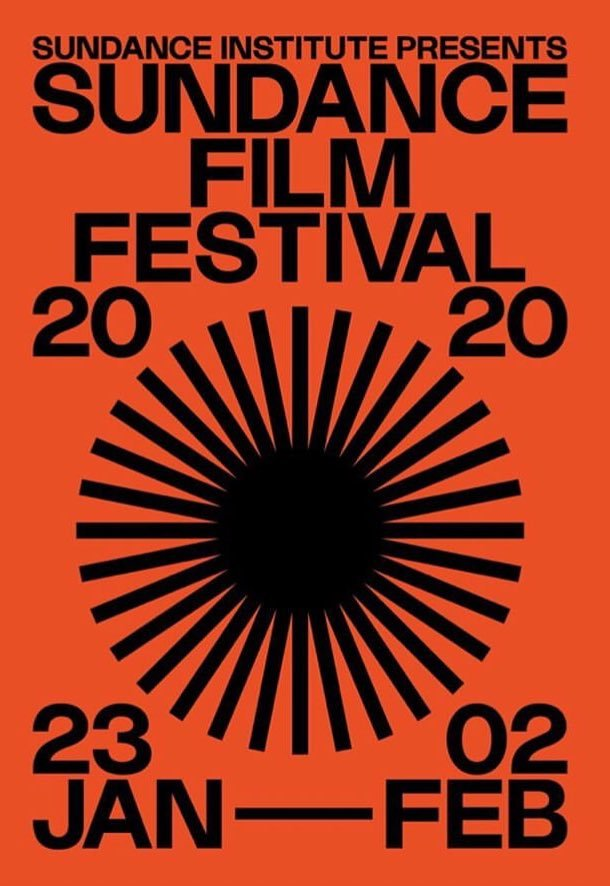
Poster dell'edizione 2020

Il Sundance Film Festival 2020 si è svolto a Park City, Utah, dal 23 gennaio al 2 febbraio 2020.
Il programma dell'edizione è stato annunciato il 4 dicembre 2019.

## Programma

### U.S. Dramatic
- The 40-Year-Old Version, regia di Radha Blank
- Blast Beat, regia di Esteban Arango
- Charm City Kings, regia di Angel Manuel Soto
- Dinner in America, regia di Adam Rehmeier
- The Evening Hour, regia di Braden King
- Farewell Amor, regia di Ekwa Msangi
- Minari, regia di Lee Isaac Chung
- Miss Juneteenth, regia di Channing Godfrey Peoples
- Mai raramente a volte sempre (Never Rarely Sometimes Always), regia di Eliza Hittman
- Nine Days, regia di Edson Oda
- Palm Springs - Vivi come se non ci fosse un domani (Palm Springs), regia di Max Barbakow
- Save Yourselves!, regia di Alex Huston Fischer e Eleanor Wilson
- Shirley, regia di Josephine Decker
- Sylvie's Love, regia di Eugene Ashe
- Wander Darkly, regia di Tara Miele
- Zola, regia di Janicza Bravo

### U.S. Documentary
- A Thousand Cuts, regia di Ramona S. Diaz
- Be Water, regia di Bao Nguyen
- Bloody Nose, Empty Pockets, regia di Bill Ross e Turner Ross
- Boys State, regia di Jesse Moss e Amanda McBaine
- Code for Bias, regia di Shalini Kantayya
- The Cost of Silence, regia di Mark Manning
- Crip Camp - Disabilità rivoluzionarie (Crip Camp), regia di Nicole Newnham e Jim LeBrecht
- Dick Johnson Is Dead, regia di Kirsten Johnson
- Feels Good Man, regia di Arthur Jones
- The Fight, regia di Elyse Steinberg, Josh Kriegman e Eli Despres
- Mucho Mucho Amor, regia di Cristina Costantini e Kareem Tabsch
- Spaceship Earth, regia di Matt Wolf
- Time, regia di Garrett Bradley
- Us Kids, regia di Kim A. Snyder
- Welcome to Chechnya, regia di David France
- Whirlybird, regia di Matt Yoka

### World Cinema Dramatic
- Blanco de verano, regia di Rodrigo Ruiz Patterson (Messico)
- Charter, regia di Amanda Kernell (Svezia)
- Exil, regia di Visar Morina (Germania, Kosovo, Belgio)
- Jumbo, regia di Zoé Wittock (Francia, Lussemburgo, Belgio)
- Luxor, regia di Zeina Durra (Egitto, Regno Unito)
- Marea alta, regia di Verónica Chen (Argentina)
- Donne ai primi passi (Mignonnes), regia di Maïmouna Doucouré (Francia)
- Possessor, regia di Brandon Cronenberg (Canada, Regno Unito)
- Sin señas particulares, regia di Fernanda Valadez (Messico, Spagna)
- Surge, regia di Aneil Karia (Regno Unito)
- This Is Not a Burial, It's a Resurrection, regia di Lemohang Jeremiah Mosese (Lesotho, Sud Africa, Italia)
- Yalda, regia di Massoud Bakhshi (Iran, Francia, Germania, Svizzera)

### World Cinema Documentary
- Acasa, My Home, regia di Radu Ciorniciuc (Romania, Germania, Finlandia)
- The Earth Is Blue as an Orange, regia di Iryna Tsilyk (Ucraina, Lituania)
- Epicentro, regia di Hubert Sauper (Austria, Francia, Stati Uniti d'America)
- Influence, regia di Diana Neille e Richard Poplak (Sud Africa, Canada)
- Into the Deep, regia di Emma Sullivan (Danimarca)
- Kunstneren og tyven, regia di Benjamin Ree (Norvegia)
- The Mole Agent, regia di Maite Alberdi (Cile)
- Once Upon a Time in Venezuela, regia di Anabel Rodríguez Ríos (Venezuela, Regno Unito, Austria, Brasile)
- The Reason I Jump, regia di Jerry Rothwell (Regno Unito)
- Saudi Runaway, regia di Susanne Regina Meures (Svizzera)
- Softie, regia di Sam Soko (Kenya)
- The Truffle Hunters, regia di Michael Dweck e Gregory Kershaw (Italia, Stati Uniti d'America, Grecia)

### Premieres
- Downhill, regia di Nat Faxon e Jim Rash
- Dream Horse, regia di Euros Lyn
- Falling, regia di Viggo Mortensen
- The Father, regia di Florian Zeller
- Quattro buone giornate (Four Good Days), regia di Rodrigo García
- The Glorias, regia di Julie Taymor
- Herself, regia di Phyllida Lloyd
- Horse Girl, regia di Jeff Baena
- Ironbark, regia di Dominic Cooke
- Kajillionaire - La truffa è di famiglia, regia di Miranda July
- L'ultimo turno (The Last Shift), regia di Andrew Cohn
- Lost Girls, regia di Liz Garbus
- The Nest - L'inganno (The Nest), regia di Sean Durkin
- Una donna promettente (Promising Young Woman), regia di Emerald Fennell
- Sergio, regia di Greg Barker
- Il suo ultimo desiderio (The Last Thing He Wanted), regia di Dee Rees
- Tesla, regia di Michael Almereyda
- Zio Frank (Uncle Frank), regia di Alan Ball
- Wendy, regia di Benh Zeitlin
- Worth, regia di Sara Colangelo

### Documentary Premieres
- Aggie, regia di Catherine Gund
- Assassins, regia di Ryan White
- Disclosure: Trans Lives On Screen, regia di Sam Feder
- The Dissident, regia di Bryan Fogel
- Giving Voice, regia di James D. Stern e Fernando Villena
- The Go-Go's, regia di Alison Ellwood
- Happy Happy Joy Joy - The Ren & Stimpy Story, regia di Ron Cicero e Kimo Easterwood
- Okavango: River of Dreams (Director’s Cut), regia di Dereck Joubert e Beverly Joubert
- Natalie Wood: What Remains Behind, regia di Laurent Bouzereau
- Rebuilding Paradise, regia di Ron Howard
- The Social Dilemma, regia di Jeff Orlowski
- Taylor Swift: Miss Americana, regia di Lana Wilson
- On the Record, regia di Kirby Dick e Amy Ziering
- Vivos, regia di Ai Weiwei

### NEXT
- Beast Beast, regia di Danny Madden
- Black Bear, regia di Lawrence Michael Levine
- I Carry You With Me, regia di Heidi Ewing
- The Killing of Two Lovers, regia di Robert Machoian
- La Leyenda Negra, regia di Patrícia Vidal Delgado
- The Mountains Are a Dream That Call to Me, regia di Cedric Cheung-Lau
- Omniboat: A Fast Boat Fantasia, registi vari
- Some Kind of Heaven, regia di Lance Oppenheim
- Spree, regia di Eugene Kotlyarenko
- Summertime, regia di Carlos López Estrada

### Midnight
- Amulet, regia di Romola Garai
- Bad Hair, regia di Justin Simien
- His House, regia di Remi Weekes
- The Night House, regia di David Bruckner
- The Nowhere Inn, regia di Bill Benz
- Perempuan tanah jahanam, regia di Joko Anwar
- Relic, regia di Natalie Erika James
- Run Sweetheart Run, regia di Shana Feste
- Scare Me, regia di Josh Ruben

### Spotlight
- And Then We Danced (Da chven vitsek'vet), regia di Levan Akin
- The Assistant, regia di Kitty Green
- The Climb, regia di Michael Covino
- Colectiv, regia di Alexander Nanau
- Ema, regia di Pablo Larraín
- La Llorona, regia di Jayro Bustamante
- La candidata ideale (The Perfect Candidate), regia di Haifaa al-Mansour

### Kids
- Binti, regia di Frederike Migom
- Alice e Peter (Come Away), regia di Brenda Chapman
- Timmy Frana - Il detective che risolve ogni grana (Timmy Failure: Mistakes Were Made), regia di Tom McCarthy

## Giurie
- U.S. Dramatic: Rodrigo García, Ethan Hawke, Dee Rees, Isabella Rossellini, Wash Westmoreland
- U.S. Documentary: Kimberly Reed, Rachel Rosen, Courtney Sexton, E. Chai Vasarhelyi, Noland Walker
- World Cinema Dramatic: Haifaa al-Mansour, Wagner Moura, Alba Rohrwacher
- World Cinema Documentary: Eric Hynes, Rima Mismar, Nanfu Wang
- Shorts Film: Sian Clifford, Marcus Hu, Cindy Sherman
- NEXT: Gregg Araki
- Premio Alfred P. Sloan: Ruth Angus, Emily Mortimer, Jessica Oreck, Ainissa Ramirez, Michael Tyburski

## Premi
- Grand Jury Prize: Dramatic – Minari, regia di Lee Isaac Chung
- Directing Award: Dramatic – The 40-Year-Old Version, regia di Radha Blank
- Waldo Salt Screenwriting Award – Edson Oda per Nine Days
- U.S. Dramatic Special Jury Award for Ensemble Cast - Charm City Kings, regia di Angel Manuel Soto
- U.S. Dramatic Special Jury Award: Auteur Filmmaking - Shirley, regia di Josephine Decker
- U.S. Dramatic Special Jury Award: Neo-Realism - Mai raramente a volte sempre (Never Rarely Sometimes Always), regia di Eliza Hittman
- Grand Jury Prize: Documentary – Boys State, regia di Jesse Moss e Amanda McBaine
- Directing Award: Documentary – Time, regia di Garrett Bradley
- U.S. Documentary Special Jury Award for Innovation in Non-fiction Storytelling - Dick Johnson Is Dead, regia di Kirsten Johnson
- U.S. Documentary Special Jury Award: Emerging Filmmaker - Feels Good Man, regia di Arthur Jones
- U.S. Documentary Special Jury Award for Editing - Welcome to Chechnya, regia di Tyler H. Walk
- U.S. Documentary Special Jury Award for Social Impact Filmmaking - The Fight, regia di Elyse Steinberg, Josh Kriegman e Eli Despres
- Audience Award: Dramatic – Minari, regia di Lee Isaac Chung
- Audience Award: Documentary – Crip Camp - Disabilità rivoluzionarie, regia di Nicole Newnham e Jim LeBrecht
- Audience Award: World Cinema Dramatic - Sin señas particulares, regia di Fernanda Valadez
- Audience Award: World Cinema Documentary - The Reason I Jump, regia di Jerry Rothwell
- World Cinema Grand Jury Prize: Dramatic – Yalda, regia di Massoud Bakhshi
- World Cinema Directing Award: Dramatic – Mignonnes, regia di Maïmouna Doucouré
- World Cinema Dramatic Special Jury Award for Visionary Filmmaking - This Is Not A Burial, It's A Resurrection, regia di Lemohang Jeremiah Mosese
- World Cinema Dramatic Special Jury Award for Best Screenplay - Sin señas particulares, regia di Fernanda Valadez
- World Cinema Dramatic Special Jury Award for Acting - Ben Whishaw per Surge
- World Cinema Jury Prize: Documentary – The Reason I Jump, regia di Jerry Rothwell
- World Cinema Directing Award: Documentary – The Earth Is Blue as an Orange, regia di Iryna Tsilyk
- World Cinema Documentary Special Jury Award for Creative Storytelling – Kunstneren og tyven, regia di Benjamin Ree
- World Cinema Documentary Special Jury Award for Editing - Mila Aung-Thwin, Sam Soko e Ryan Mullins per Softie
- World Cinema Documentary Special Jury Award for Cinematography - Mircea Topoleanu e Radu Ciorniciuc per Acasa, My Home
- NEXT Innovator Award – I Carry You With Me, regia di Heidi Ewing
- NEXT Audience Award - I Carry You With Me, regia di Heidi Ewing
- Alfred P. Sloan Prize – Tesla, regia di Michael Almereyda
- Gayle Stevens Volunteer Award - Devon Edwards
- Short Films Grand Jury Prize - So What if the Goats Die, regia di Sofia Alaoui
- Short Films U.S. Fiction - Ship: A Visual Poem, regia di Terrence Daye
- Short Films International Fiction - The Devil's Harmony, regia di Dylan Holmes Williams
- Short Films Non-Fiction - John Was Trying to Contact Aliens, regia di Matthew Kilip
- Short Films Animation - Daughter, regia di Daria Kashcheeva
- Short Films Acting - Sadaf Asgari per Exam
- Short Films Directing - Michael Arcos per Valerio's Day Out